# Сейсмічність Норвегії
Сейсмічність Норвегії — характеризується відносно помірною інтенсивністю.

## Загальна характеристика
Епіцентри численних слабких землетрусів розташовані переважно вздовж атлантичного узбережжя. Більшість сейсмічних вогнищ пов'язано із зонами новітніх диференційованих брилових рухів вздовж розломів, що утворили грабени типу Осло та які характеризуються нечастими 6-7 бальними землетрусами. В основному, у Норвегії відбувається відносно мало землетрусів. Однак, починаючи з 1970 року у Норвегії сталося принаймні 17 землетрусів магнітудою вище 5,0 балів. Це дозволяє припустити, що землетруси такої сили відбуваються нечасто, ймовірно, в середньому приблизно кожні 1-5 років.

## Землетруси у минулі століття
В XX ст. значні землетруси у Норвегії відбулися:
- 18 жовтня 1962 року, Гамар, інтенсивність — 5,5 балів, магнітуда — 4,7 балів;
- 15 грудня 1962 року, Буде, інтенсивність — 5,5 балів, магнітуда — 4,8 балів;
- 28 квітня 1974 року, Гарстад, магнітуда 4,2 балів, гіпоцентр на глибині — 33 км.

## Землетруси XXI століття

### 2008
21 лютого, у Норвегії стався найбільший в історії країни сильно помірний (за шкалою інтенсивності МSK-64) землетрус. Сила підземних поштовхів сягнула 6,2 балів за шкалою Ріхтера. Епіцентр землетрусу знаходився у Гренландському морі неподалік від архіпелагу Шпіцберген (Норвегія), з гіпоцентром на глибині приблизно 10 км.

### 2012
Біля берегів норвезького вулканічного острова Ян-Маєн у Північному Льодовитому океані стався сильно помірний (за шкалою інтенсивності МSK-64) землетрус магнітудою 6,6 балів (за шкалою Ріхтера).

### 2018
9 листопада, о 01.49 ночі (за Гринвічем) або ж 02:49 (за місцевим часом), біля берегів норвезького вулканічного острова Ян-Маєн у Північному Льодовитому океані стався найсильніший в історії країни, сильно помірний (за шкалою інтенсивності МSK-64) землетрус силою 6,8 балів (за шкалою Ріхтера). Його епіцентр залягав у віддаленій частині океану приблизно за 407 км на схід від гренландського міста Іттоккортоорміут та на відстані 125 км від острова Ян-Маєн.

### 2020
18 лютого, о 09:29:37 (за київським часом), Головним центром спеціального контролю ДКАУ, на північ від архіпелагу Шпіцберген (Норвегія) зареєстровано помірний (за шкалою інтенсивності МSK-64) землетрус магнітудою 5,7 балів (за шкалою Ріхтера).
31 жовтня, в Норвегії стався помірний (за шкалою інтенсивності МSK-64) землетрус магнітудою 5,6 балів (за шкалою Ріхтера). Згідно повідомлення Геологічної служби США, епіцентр стихії знаходився приблизно в 205 км на північний захід від населеного пункту Олонкінбуен, з гіпоцентром на глибині 10 км.

### 2022
18 липня, о 21:40:33 (за київським часом), в районі архіпелагу Шпіцберген (Норвегія) було зафіксовано помірний (за шкалою інтенсивності МSK-64) землетрус магнітудою 5,5 балів (за шкалою Ріхтера). Гіпоцентр землетрусу залягав на глибині 10 км.
21 березня, в Норвезькому морі, поблизу узбережжя Норвегії стався помірний (за шкалою інтенсивності МSK-64) землетрус магнітудою 5,1 балів (за шкалою Ріхтера). Епіцентр знаходився приблизно за 138 км на захід від Флоре і за 203 км на північний захід від міста Бергена в районі Вестланд. За повідомленням Європейського середземноморського сейсмологічного центру (EMSC), гіпоцентр землетрусу залягав на глибині 2 км. Геологічна служба США повідомила про магнітуду 5,2 балів (за шкалою Ріхтера) та глибину в 10 км. Норвезька нафтова компанія Equinor була вимушена припинити видобуток нафти на найближчій до епіцентру землетрусу морській платформі.

### 2023
16 листопада, біля берегів Норвегії стався помірний (за шкалою інтенсивності МSK-64) землетрус магнітудою 5,1&nbspбалів (за шкалою Ріхтера). Згідно повідомлення Європейсько-Середземноморського сейсмологічного центру (EMSC), епіцентр підземних поштовхів знаходився за 271 км на південний захід від міста Лонг'їр. Гіпоцентр землетрусу залягав на глибині 10 км.

### 2024
16 січня, о 06:40 (за місцевим часом), біля західного узбережжя Норвегії було зафіксовано відчутний (за шкалою інтенсивності МSK-64) землетрус. Згідно ресурсу NRK, норвезька національна сейсмологічна мережа, повідомила, що приблизна магнітуда землетрусу склала 3,7 балів (за шкалою Ріхтера). Епіцентр знаходився ймовірно за 62 км на захід від містечка Аскволл, що розташоване північніше Бергена, з гіпоцентром на глибині близько 12 км.
21 березня, о 16:26 (GMT+1), в Норвезькому морі за 279 км від архіпелагу Шпіцберген (Норвегія) та острову Ян-Маєн (Норвегія) стався відчутний (за шкалою інтенсивності МSK-64) землетрус магнітудою 3,8 балів (за шкалою Ріхтера). Гіпоцентр землетрусу визначити не вдалося, але передбачається, що вона була невеликою.

### 2025
12 січня у Північному морі біля південно-західного узбережжя Норвегії стався сильно відчутний (за шкалою інтенсивності МSK-64) землетрус магнітудою 4,3 балів (за шкалою Ріхтера). Епіцентр землетрусу знаходився в морі, неподалік міста Олесунн.
10 березня, о 04:33:14 (за київським часом), в районі норвезького вулканічного острова Ян-Маєн у Північному Льодовитому океані стався сильно помірний (за шкалою інтенсивності МSK-64) землетрус магнітудою 6,5 балів (за шкалою Ріхтера). Став найсильнішим землетрусом в історії країни. Гіпоцентр землетрусу залягав на глибині 11 км.